# Manuel Gómez Portela
Manuel Gómez Portela (n. La Lama, 1891) fue un político gallego.

## Trayectoria
Maestro cantero. Fue detenido en Maceda en diciembre de 1927 con Joaquín Moreiras Fonseca y Urbano Cid Santos, acusado de demoler un hórreo. Militante del PSOE y afiliado a la UXT. Fue elegido alcalde de Villar de Barrio el 17 de marzo de 1936. Tras el levantamiento del 18 de julio de 1936, fue detenido el 26 de julio y permaneció en prisión hasta el 10 de agosto. Luego estuvo escondido en La Lama hasta el final de la guerra.
| Predecesor: - | Alcalde de Vilar de Barrio 1936 | Sucesor: - |